# Sison
- Commons
- Wikispecies

Sison L. é um género botânico pertencente à família Apiaceae.

## Espécies
- Sison ammi L.
- Sison amomum L.
- Sison bulbosum Michx.
- Sison canadense L.
- Sison segetum L.
- Sison verticillatoinundata Thore
- Sison verticillatum L.
- «Lista completa»

## Classificação do gênero
| Sistema | Classificação                    | Referência               |
| ------- | -------------------------------- | ------------------------ |
| Linné   | Classe Pentandria, ordem Digynia | Species plantarum (1753) |